# أريستيد مار
أريستيد مار (بالفرنسية: Aristide Marre)‏ (1823 - 1918 م) هو مستشرق فرنسي.
اهتم بتاريخ الرياضيات عند العرب، فترجم «خلاصة الحساب» لبهاء الدين العاملي (المتوفى 1030 هـ) إلى الفرنسية مع تعليقات.